# Entre Ríos-Rodolfo Walsh
Entre Ríos-Rodolfo Walsh è una stazione della linea E della metropolitana di Buenos Aires. Si trova sotto l'intersezione delle avenidas San Juan e Entre Ríos, al confine dei barrios di San Cristóbal e Constitución.
La stazione è stata proclamata monumento storico nazionale il 16 maggio 1997.

## Storia
La stazione fu costruita dalla compagnia ispano-argentina CHADOPyF e inaugurata il 20 giugno 1944 come parte del primo segmento compreso tra General Urquiza e San José. Nel marzo 2013, la legislatura di Buenos Aires ha approvato in doppia lettura e con 47 voti a favore, l'aggiunta del nome di Rodolfo Walsh a Entre Ríos per commemorare lo scrittore, assassinato all'angolo tra San Juan e Entre Ríos il 25 marzo 1977 in uno scontro con le forze di polizia.

## Interscambi
Nelle vicinanze della stazione effettuano fermata diverse linee di autobus urbani ed interurbani.
- Fermata autobus

## Servizi
La stazione dispone di:
- Biglietteria a sportello
- Biglietteria automatica